# Premi César 1989
La cerimonia di premiazione della 14ª edizione dei Premi César si è svolta il 4 marzo 1989 al Théâtre de l'Empire di Parigi. È stata presieduta da Peter Ustinov e presentata da Michel Drucker, Henri Chapier, Michel Denisot, Frédéric Mitterrand e Jane Birkin. È stata trasmessa da Antenne 2.
Il film che ha ottenuto il maggior numero di candidature (dodici) e premi (cinque) è stato Camille Claudel di Bruno Nuytten.

## Vincitori e candidati
I vincitori sono indicati in grassetto, a seguire gli altri candidati.

### Miglior film
- Camille Claudel, regia di Bruno Nuytten
- Le grand bleu, regia di Luc Besson
- La lettrice (La lectrice), regia di Michel Deville
- L'orso (L'ours), regia di Jean-Jacques Annaud
- La vita è un lungo fiume tranquillo (La vie est un long fleuve tranquille), regia di Étienne Chatiliez

### Miglior regista
- Jean-Jacques Annaud - L'orso (L'ours)
- Luc Besson - Le grand bleu
- Claude Chabrol - Un affare di donne (Une affaire de femmes)
- Michel Deville - La lettrice (La lectrice)
- Claude Miller - La piccola ladra (La petite voleuse)

### Miglior attore
- Jean-Paul Belmondo - Una vita non basta (Itinéraire d'un enfant gâté)
- Richard Anconina - Una vita non basta (Itinéraire d'un enfant gâté)
- Daniel Auteuil - Qualche giorno con me (Quelques jours avec moi)
- Jean-Marc Barr - Le grand bleu
- Gérard Depardieu - Camille Claudel

### Miglior attrice
- Isabelle Adjani - Camille Claudel
- Catherine Deneuve - Drôle d'endroit pour une rencontre
- Charlotte Gainsbourg - La piccola ladra (La petite voleuse)
- Isabelle Huppert - Un affare di donne (Une affaire de femmes)
- Miou-Miou - La lettrice (La lectrice)

### Migliore attore non protagonista
- Patrick Chesnais - La lettrice (La lectrice)
- Patrick Bouchitey - La vita è un lungo fiume tranquillo (La vie est un long fleuve tranquille)
- Alain Cuny - Camille Claudel
- Jean-Pierre Marielle - Qualche giorno con me (Quelques jours avec moi)
- Jean Reno - Le grand bleu

### Migliore attrice non protagonista
- Hélène Vincent - La vita è un lungo fiume tranquillo (La vie est un long fleuve tranquille)
- María Casares - La lettrice (La lectrice)
- Françoise Fabian - Trois places pour le 26
- Dominique Lavanant - Qualche giorno con me (Quelques jours avec moi)
- Marie Trintignant - Un affare di donne (Une affaire de femmes)

### Migliore promessa maschile
- Stéphane Freiss - Chouans!
- Laurent Grévill - Camille Claudel
- Thomas Langmann - Gli anni di corsa (Les années sandwiches)
- François Négret - Furore e grida (De bruit et de fureur)

### Migliore promessa femminile
- Catherine Jacob - La vita è un lungo fiume tranquillo (La vie est un long fleuve tranquille)
- Nathalie Cardone - Drôle d'endroit pour une rencontre
- Clotilde de Bayser - L'Enfance de l'art
- Ingrid Held - Ombre sui muri (La maison assassinée)

### Migliore sceneggiatura originale o miglior adattamento
- Étienne Chatiliez e Florence Quentin - La vita è un lungo fiume tranquillo (La vie est un long fleuve tranquille)
- Claude de Givray, Annie Miller, Claude Miller, François Truffaut e Luc Béraud - La piccola ladra (La petite voleuse)
- Rosalinde Deville e Michel Deville - La lettrice (La lectrice)
- François Dupeyron - Drôle d'endroit pour une rencontre

### Migliore fotografia
- Pierre Lhomme - Camille Claudel
- Philippe Rousselot - L'orso (L'ours)
- Carlo Varini - Le grand bleu (Le grand bleu)

### Miglior montaggio
- Noëlle Boisson - L'orso (L'ours)
- Raymonde Guyot - La lettrice (La lectrice)
- Joëlle Hache e Jeanne Kef - Camille Claudel

### Migliore scenografia
- Bernard Vézat - Camille Claudel
- Bernard Evein - Trois places pour le 26
- Thierry Leproust - La lettrice (La lectrice)

### Migliori costumi
- Dominique Borg - Camille Claudel
- Yvonne Sassinot de Nesle - Chouans!
- Elisabeth Tavernier - La vita è un lungo fiume tranquillo (La vie est un long fleuve tranquille)

### Migliore musica
- Éric Serra - Le grand bleu
- Francis Lai - Una vita non basta (Itinéraire d'un enfant gâté)
- Gabriel Yared - Camille Claudel

### Miglior sonoro
- Pierre Befve, Gérard Lamps e François Groult - Le grand bleu
- Bernard Leroux, Claude Villand e Laurent Quaglio - L'orso (L'ours)
- Guillaume Sciama, Dominique Hennequin e François Groult - Camille Claudel

### Miglior film straniero
- Bagdad Café (Out of Rosenheim), regia di Percy Adlon
- Bird, regia di Clint Eastwood
- Chi ha incastrato Roger Rabbit (Who Framed Roger Rabbit), regia di Robert Zemeckis
- Salaam Bombay!, regia di Mira Nair

### Miglior film dell'Unione europea
- Bagdad Café (Out of Rosenheim), regia di Percy Adlon
- Pelle alla conquista del mondo (Pelle erobreren), regia di Bille August
- Il pranzo di Babette (Babettes gæstebud), regia di Gabriel Axel
- Voci lontane... sempre presenti (Distant Voices, Still Lives), regia di Terence Davies

### Migliore opera prima
- La vita è un lungo fiume tranquillo (La vie est un long fleuve tranquille), regia di Étienne Chatiliez
- Camille Claudel, regia di Bruno Nuytten
- Chocolat, regia di Claire Denis
- Drôle d'endroit pour une rencontre, regia di François Dupeyron

### Miglior manifesto
- Stéphane Bielikoff, Annie Miller e Luc Roux - La piccola ladra (La petite voleuse)
- Benjamin Baltimore - La lettrice (La lectrice)
- Anabi Leclerc, Daniel Palestrani e Jean Grimal - Les saisons du plaisir
- Malinovski - Le grand bleu
- Claude Millet, Christian Blondel e Denise Millet - L'orso (L'ours)

### Miglior cortometraggio d'animazione
- L'escalier chimérique, regia di Daniel Guyonnet
- La princesse des diamants, regia di Michel Ocelot
- Le travail du fer, regia di Celia Canning e Néry Catineau

### Miglior cortometraggio di fiction
- Lamento, regia di François Dupeyron
- Big Bang, regia di Eric Woreth
- Une femme pour l'hiver, regia di Manuel Flèche
- New York 1935, regia di Michèle Ferrand-Lafaye

### Miglior cortometraggio documentario
- Chet's romance, regia di Bertrand Fèvre
- Classified People, regia di Yolande Zauberman
- Devant le mur, regia di Daisy Lamothe

### Premio César onorario
- Bernard Blier
- Paul Grimault

### Omaggio
- Fernandel
- Raimu
- Marcel Pagnol